# Guatraché (departamento)
Guatraché é um departamento da Argentina, localizada na província de La Pampa.